# Энженью-да-Раинья (станция метро)
Энженью-да-Раинья (порт. Estação Engenho da Rainha) — станция Линии 2 метрополитена Рио-де-Жанейро. Станция располагается в районе Энженью-да-Раинья города Рио-де-Жанейро. Открыта в марте 1991 года.
Станция как и район, в котором она расположена, получила название в честь Карлотты Жоакины, бразильской принцессы из династии Бурбонов, чья резиденция находилась здесь.
Станция имеет два выхода: Carlos Penna и Conjunto dos Músicos.